# Alfonso de Cartagena
Alfonso de Santa María de Cartagena (Burgos, 6 luglio 1384 – Villasandino, 12 luglio 1456) è stato un vescovo cattolico spagnolo.

## Biografia
Nato da una famiglia di ebrei convertiti al cattolicesimo (suo padre, Paolo di Santa María, fu rabbino di Burgos), divenne prelato e poi vescovo di Burgos, succedendo al padre. 
Decano di Segovia (1420), fu inviato in Portogallo, come ambasciatore (1434) a Basilea e di nuovo come vescovo a Burgos.
Fu apprezzato traduttore e poeta. È sepolto nella cattedrale di Burgos.

## Opere
- De casibus virorum illustrium (completamento di Boccaccio)
- Oracional
- Genealogia de los reyes de España
- Libro de las mujeres ilustres
- Defensorum unitatis christianae
- Memorial de virtudes
- Cancionero de Castilla